# سیارک ۱۷۶۸۱
سیارک ۱۷۶۸۱ (به انگلیسی: 17681 Tweedledum، نام‌گذاری: 1997AQ6) هفده هزار و ششصد و هشتاد و یکمین سیارک کشف شده‌است که در ۶ ژانویه ۱۹۹۷ کشف شد.
قدر مطلق سیارک برابر ۱۴٫۴۰ است.